# Helfried Schöbel
Helfried Schöbel (* 16. April 1927 in Dresden; † 11. September 2022) war ein deutscher Regisseur, Dozent, Intendant und Autor.

## Leben
Helfried Schöbel wurde 1927 als Sohn von Dora und Alfred Schöbel geboren. Bereits in jungen Jahren fing er an Gedichte zu schreiben und schuf 1946 mit Zwischen den Fronten sein erstes Theaterstück. Im gleichen Jahr begann er mit einem Studium an der Schauspielschule des Deutschen Theater-Instituts Weimar, welches er aber nicht beendete, um anschließend in Halle (Saale) Germanistik und Psychologie und schließlich in Jena Theaterwissenschaften zu studieren. Seine ersten Engagements als Regisseur hatte er am Deutschen Nationaltheater Weimar und am Neuen Theater Erfurt.
Von 1953 bis 1956 war er als Dozent an der Staatlichen Schauspielschule Berlin beschäftigt. Diese Tätigkeit wurde durch seinen Wechsel an das Theater Junge Generation in Dresden abgelöst, wo er Oberspielleiter wurde. Es folgten Inszenierungen am Berliner Maxim-Gorki-Theater, am Staatstheater Dresden, sowie beim Fernsehen der DDR und Arbeiten als Gast an anderen Theatern. Eine Berufung zum Intendanten führte ihn in den 1970er Jahren an das Stadttheater Freiberg, wo er auch Regie führte.
Von 1974 bis 1992 nahm er seine Lehrtätigkeit an der Schauspielschule Berlin (später Hochschule für Schauspielkunst „Ernst Busch“) wieder auf und lehrte auch an der Schauspielschule „Der Kreis“. In den 1980er Jahren verfasste er mehrere Bearbeitungen von Romanstoffen für das Theater. Ab dem Jahr 2002 war er, trotz seines hohen Alters, als Hausregisseur und Dramaturg an Hoppes Hoftheater Dresden tätig, wo er an über 45 Inszenierungen beteiligt war.
Helfried Schöbel lebte zuletzt in Bühlau (Dresden) und starb 2022 mit 95 Jahren. Er war mit der Theaterautorin und Dramaturgin Hildegard Schöbel (1929–2011) verheiratet. Der gemeinsame Sohn Manuel Schöbel ist Schriftsteller, Dramaturg, Regisseur und Intendant.

## Theater
- 1952: Howard Fast: Dreißig Silberlinge (Deutsches Nationaltheater Weimar)
- 1958: Albert Hackett/Frances Goodrich: Das Tagebuch der Anne Frank – Regie mit Rolf Büttner (Theater der Jugend Bukarest, Rumänien)
- 1958: Friedrich Schiller: Der Neffe als Onkel (Theater Junge Generation Dresden)
- 1959: Henrik Ibsen: Gespenster (Theater Junge Generation Dresden)
- 1959: William Shakespeare: Romeo und Julia (Theater Junge Generation Dresden)
- 1961: Vratislav Blažek: Und das am Heiligabend (Theater Junge Generation Dresden)
- 1962: Lajos Mesterházy: Das elfte Gebot – Regie mit Horst Schönemann (Maxim-Gorki-Theater Berlin)
- 1962: Heinrich von Kleist: Der zerbrochne Krug (Theater Junge Generation Dresden)
- 1964: Carl Sternheim: Die Hose (Staatstheater Dresden)
- 1965: Alexei Arbusow: Mein armer Marat (Staatstheater Dresden)
- 1966: Carl Sternheim: Der Snob (Staatstheater Dresden)
- 1968: Jurij Brězan: Mannesjahre – Regie mit Hans Dieter Mäde (Staatstheater Dresden)
- 1968: Peter Hacks nach Jacques Offenbach: Die schöne Helena (Staatstheater Dresden – Kleines Haus)
- 1969: Mar Baidshijew: Duell (Theater Junge Generation Dresden – Theater auf der Treppe)
- 1969: Heinrich von Kleist: Der zerbrochne Krug (Staatstheater Dresden – Kleines Haus)
- 1971: Hans-Dieter Schmidt nach Erwin Strittmatter: Tinko (Theater Junge Generation Dresden)
- 1971: Helfried Schreiter: Ich spiele dir die Welt durch (Maxim-Gorki-Theater Berlin und Bühnen der Stadt Gera)
- 1972: Agnieszka Osiecka: Appetit auf Frühkirschen (Kulturpalast Dresden)
- 1972: Seán O’Casey: Nannie geht aus (Kulturpalast Dresden)
- 1974: Alexander Wampilow: Der ältere Sohn – Regie mit Hans-Georg Pührer (Stadttheater Freiberg)
- 1977: Fred Wander: Josua lässt grüssen (Deutsches Nationaltheater Weimar)
- 1977: Armin Stolper nach Michail Bulgakow: Aufzeichnungen eines Toten (Deutsches Nationaltheater Weimar)
- 1978: Helfried Schreiter: Aufruhr der Engel (Deutsches Nationaltheater Weimar)
- 1981: Manfred Streubel: Da kam ein junger Königssohn (Theater Junge Generation Dresden)
- 1983: Manuel Schöbel: Maria, die Siebenschläferin (Theater Junge Generation Dresden)
- 1984: Peter Hacks: Kinder (Theater Junge Generation Dresden)
- 1987: Manuel Schöbel: Prinz Tausendfuß (Theater Junge Generation Dresden)
- 1989: Sam Shepard: Fluch (Theater Junge Generation Dresden)
- 2002: Anatole France: Der Abbé und das Mädchen (Hoppes Hoftheater Dresden)
- 2005: Christine Brückner: Die andere Hälfte (Hoppes Hoftheater Dresden)
- 2005: George Bernard Shaw: Village Wooing (Hoppes Hoftheater Dresden)
- 2006: Rolf Schneider: Feuer an bloßer Haut (Hoppes Hoftheater Dresden)
- 2007: Brian Friel: Jalta-Spiel und Nachspiel (Hoppes Hoftheater Dresden)
- 2007: Frank Pinkus: Runter zum Fluss (Hoppes Hoftheater Dresden)
- 2008: Georges Courteline: Der häusliche Frieden (Hoppes Hoftheater Dresden)
- 2008: Märta Tikkanen: Aus Liebe (Hoppes Hoftheater Dresden)
- 2009: Lida Winiewicz: Späte Gegend (Hoppes Hoftheater Dresden)
- 2009: Denis Diderot: Rameaus Neffe (Hoppes Hoftheater Dresden)
- 2010: Kurt Tucholsky: Rheinsberg: Ein Bilderbuch für Verliebte (Hoppes Hoftheater Dresden)
- 2010: Éric-Emmanuel Schmitt: Kleine Eheverbrechen (Hoftheater Dresden)
- 2011:  Anton Tschechow: Der Direktor unterm Sofa, Der Bär und Der Heiratsantrag (Drei Einakter) (Hoppes Hoftheater Dresden)
- 2011: Joanna Murray-Smith: Starke Frauenzimmer (Hoppes Hoftheater Dresden)
- 2012: Bernard Slade: Nächstes Jahr, gleiche Zeit (Hoppes Hoftheater Dresden)
- 2012: David Hare: Skylight (Hoppes Hoftheater Dresden)
- 2013: Ester Vilar: Die Strategie der Schmetterlinge (Hoppes Hoftheater Dresden)
- 2013: Albert Ramsdell Gurney: Love Letters (Hoppes Hoftheater Dresden)
- 2014: Sylvia Hoffman: Kontakte – Ein Single kommt selten allein (Hoppes Hoftheater Dresden)
- 2015: Rolf Schneider: Besuch bei Wilhelm Busch (Hoppes Hoftheater Dresden)
- 2016: Peter Hacks: Ein Gespräch im Hause Stein über den abwesenden Herrn von Goethe (Hoppes Hoftheater Dresden)
- 2016: Lutz Hübner: Das Herz eines Boxers (Hoppes Hoftheater Dresden)
- 2018: Rolf Schneider: Geheimakte : Joseph Fouche[1]

## Hörspiele
- 1958: Erich Kästner: Emil und die Detektive (2 Teile) (Bearbeitung (Wort)) – Regie: Gerhard Jäckel (Hörspielbearbeitung, Kinderhörspiel – Rundfunk der DDR)

## Buchveröffentlichungen
- 2015: Von der Verführung zum Denken. Zwei komödiantische Dramatisierungen, trafo-Verlag (Reihe Szene - Raum - Spiel) 2015, ISBN 978-3-86465-059-8